# MissingNo.
MissingNo. (けつばん Ketsuban?), o MissingNO., es una especie Pokémon que se encuentra en los videojuegos Pokémon rojo y Pokémon azul. Realmente su nombre es una abreviatura de «Missing number» —en español: «Número faltante»— y existe en el juego como un manejo de errores creado por Game Freak, el desarrollador de videojuegos de Pokémon, ya que esta criatura aparece cuando el juego intenta acceder a los datos de una especie Pokémon inexistente. Debido a la programación de tres procesos dentro del juego, los jugadores pueden encontrar a MissingNo. a través de un error o fallo de programación de estilo bug. La especie Pokémon fue documentada por primera vez por Nintendo en la revista correspondiente a mayo de 1999 de Nintendo Power.
El encuentro con MissingNo. genera errores en los gráficos del juego, y la duplicación en masa del sexto objeto encontrado dentro de la lista de objetos en el menú principal de jugador; este efecto glitch produjo un reportaje tardío por parte de varias guías de estrategia para videojuegos y demás revistas relacionadas. IGN ha comentado que la aparición de MissingNo. en la versiones Pokémon Red y Blue es uno de los más famosos fallos de programación de todos los tiempos. Los fanáticos de la serie han intentado catalogar a MissingNo. como parte del canon oficial, generando a su vez una serie de debates entre diversos estudios sociológicos sobre el impacto que los videojuegos han ejercido sobre la sociedad.

## Historia
Desarrollada por Game Freak y publicada por Nintendo, la serie de Pokémon inició en Japón durante 1996. El jugador desempeña el papel de un Entrenador Pokémon cuyo objetivo es la captura y entrenamiento de diferentes criaturas llamadas Pokémon. El jugador utiliza las habilidades especiales de dichas criaturas para combatir contra otros Pokémon; ciertas habilidades permiten la exploración de nuevas rutas dentro del mundo del juego, tal como desplazarse de un lugar a otro de manera instantánea.
Nintendo fue el primero en documentar las causas que originan la aparición de MissingNo. en el número correspondiente a mayo de 1999 de la revista Nintendo Power, bajo la advertencia de que «cualquier contacto con él [...] podría fácilmente borrar tu partida o corromper tus gráficos». El glitch es el resultado de una consecuencia sucesiva de procesos: primero, el jugador avista a un anciano que le puede enseñar cómo capturar Pokémon. Después el jugador usa a un Pokémon que conozca la habilidad «vuelo» para ir a parar en una localización del juego llamada «Cinnabar Island», y luego con la ayuda de un Pokémon que sepa la habilidad «surf» se navega sobre la costa occidental de dicha isla hasta que MissingNo. aparezca.

## Características

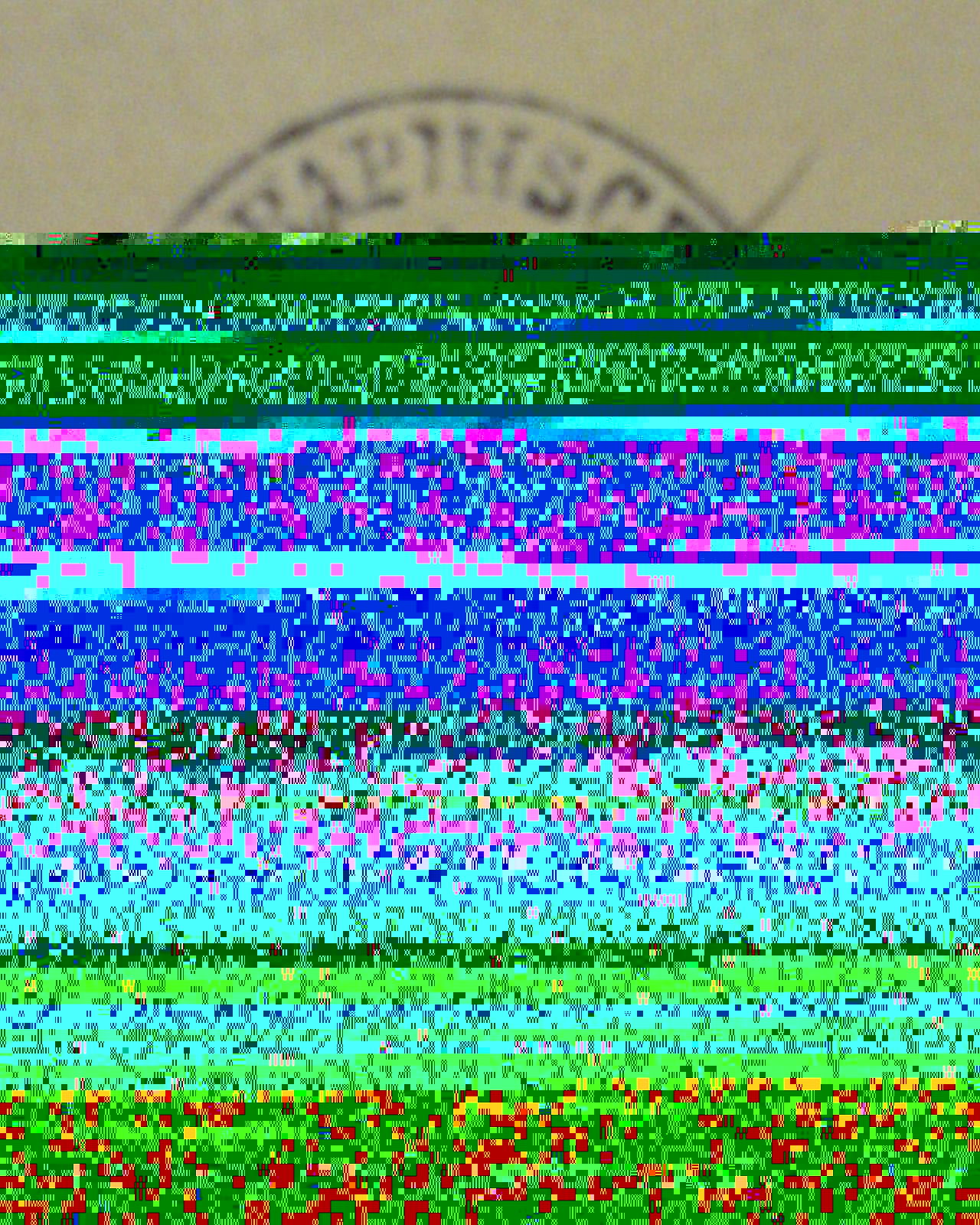
MissingNo. es la consecuencia de una serie de errores en los buffers del juego, de tal manera que su aparición permite que ciertos gráficos en el juego se corrompan y se vean distorsionados.

El encuentro con MissingNo. es resultado de tres procesos de cómputo. El primero radica en el sistema de batalla aleatoria contra un Pokémon salvaje del juego: cada área asigna un valor a un determinado Pokémon en el buffer de datos, lo que permite al jugador encontrar a las diferentes criaturas dentro del juego. No obstante, ningún valor es asignado para los buffers respectivos del lado derecho de las «Cinnabar» y «Seafoam Islands» —en su lugar, se utiliza la información de las áreas visitadas con anterioridad—. El segundo factor es la demostración que realiza un anciano, en la cual se archiva por un breve lapso de tiempo el nombre de este como propio del jugador en el buffer de datos. Esto causa que la partida acceda a unos valores hexadecimales dentro del nombre del jugador lo cual crea un respaldo que indica qué Pokémon debe aparecer en tanto en la «Cinnabar» como «Seafoam Islands». El tercer factor resulta por un manejo de errores en el sistema del cartucho; si el juego selecciona un valor desde el buffer de datos para que aparezca un Pokémon y este valor no existe, se desencadena una subrutina que causa la aparición de un Pokémon llamado MissingNo., abreviación de «Missing Number» —en español: «Número Perdido»—.
Como cualquier otro Pokémon, el jugador puede huir, pelear o capturar a MissingNo. Después de un enfrentamiento contra MissingNo., la cantidad del sexto objeto dentro de la mochila del jugador aumenta hasta 128, y la galería del «Hall of Fame» de la partida se torna permanentemente dañada. Por breve tiempo, es posible que se corrompan los gráficos, los cuales pueden arreglarse al ver las estadísticas de cualquier otro Pokémon o reiniciando la consola. Si MissingNo. es capturado, puede ser totalmente útil como cualquier otra criatura y aparece en el índice Pokémon del juego bajo el número 000. Todos los MissingNo. poseen las mismas habilidades, tipos elementales, estadísticas y sonidos. La criatura aparece por lo general como una especie en forma de «d» mezclada de gráficos, sin embargo se han encontrado diferentes valores para que aparezca como uno de los tres sprites que no fueron utilizados en otros Pokémon.

## Reacción y recepción

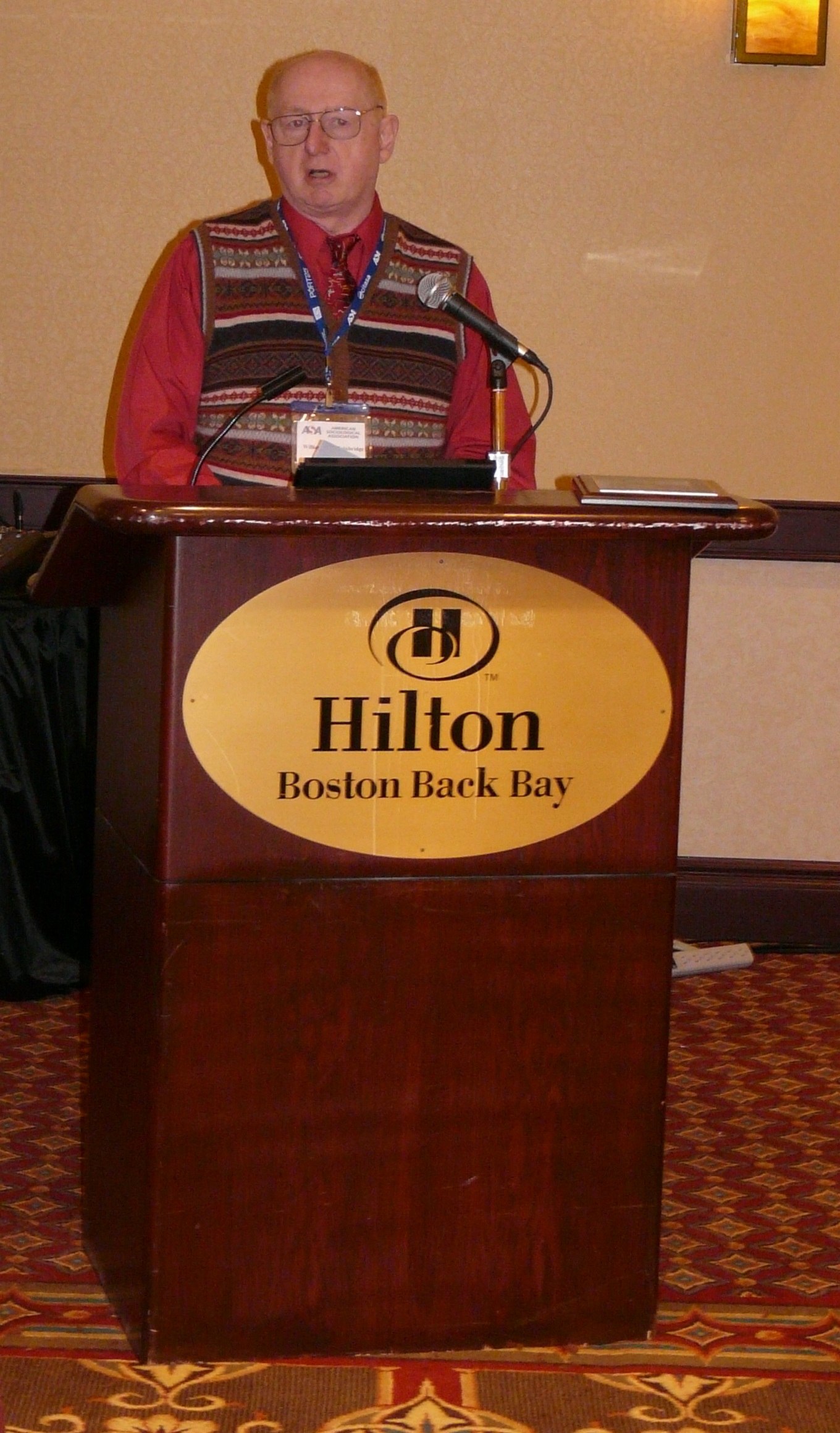
Varios estudios sociológicos estuvieron relacionados con la aparición de MissingNo. alegando que fue «uno de los más grandes errores de programación en la historia», porque algunos estudiosos consideraron el impacto que este causaba en los jugadores, e incluso la influencia que los videojuegos generaban alrededor de la sociedad. En la imagen, William Sims Bainbridge dando una conferencia durante 2008.

A pesar de solo haber aparecido en dos juegos de la serie, MissingNo. ha obtenido un impacto significativo. Llamándolo como una «peculiaridad de programación», Nintendo advertía en contra de su localización y posterior encuentro dentro de los juegos, y además fue eliminado para Pokémon Yellow, una nueva versión mejorada de los previos Red y Blue. A pesar de las advertencias de Nintendo, varia información sobre cómo obtener a MissingNo. fue impresa en múltiples revistas y diferentes guías de juegos motivadas por el hecho de que percibían un efecto positivo respecto a su existencia. Algunos jugadores incluso ofrecían vender «trucos» para capturar a MissingNo. por precios de hasta 200 USD. Durante 2009, IGN incluyó a MissingNo. en su lista de los mejores huevos de Pascua encontrados en los videojuegos, citando la utilidad que esta criatura tiene respecto a la replicación en masa de diversos objetos raros que se encuentran en el juego. En el artículo publicado por IGN, se comentó que «esto en realidad dice mucho sobre los fanáticos de Pokémon, puesto que ellos toman algo que es un error potencialmente nocivo para el juego, ya que es usado como vía rápida para incrementar de nivel a cada uno de sus Pokémon».
La reacción respecto a MissingNo. por parte de los jugadores ha sido objeto de diversos estudios sociológicos. El sociólogo William Sims Bainbridge declaró que Game Freak creó «uno de los más grandes y populares errores de programación en la historia de los videojuegos», y citó además el uso creativo que los jugadores le otorgan a dicho Pokémon. En el libro Pikachu's Global Adventure: The Rise and Fall of Pokémon, el profesor de educación Julian Sefton-Green notó que en el estudio que le realizó a su hijo sobre la reacción que este último tomaba respecto al uso de MissingNo. como un «cheat», la perspectiva del niño hacia el juego se modificó drásticamente y añadió que la presencia de algunos elementos le permitieron romper un conjunto de ilusiones como la suposición de que el juego era solo un «mundo cerrado» y le recordó que «en el fondo, [solo] es un programa de computadora». El libro Playing with Videogames contiene una exhaustiva investigación a cerca de MissingNo., en la que se detalla la curiosidad de los jugadores por encontrar al susodicho Pokémon. En ella se describe la tendencia con la que se evaluaron diferentes notas respecto al fenómeno informático, además de dar diferentes comparaciones y críticas además detalles que fueron encontrados durante el proceso de dicho estudio. El libro sostiene que, durante los esfuerzos realizados para canonizar a MissingNo. a través del fanart y fanfiction, las comunidades Pokémon elogiaron las imperfecciones que los juegos tenían a pesar de que intentaron por sí mismos incluir a la criatura dentro del círculo oficial de la franquicia. El autor del libro describió que eso era lo que hacía a MissingNo. tan especial, por lo que designó su popularidad como un caso bastante inusual.